# Монтебруно
Монтебруно (итал. Montebruno) је насеље у Италији у округу Ђенова, региону Лигурија.
Према процени из 2011. у насељу је живело 197 становника. Насеље се налази на надморској висини од 663 м.

## Становништво
Према резултатима пописа становништва 2011. у општини је живело 217 становника.
| 1931. | 1936. | 1951. | 1961. | 1971. | 1981. | 1991. | 2001. | 2011. |
| ----- | ----- | ----- | ----- | ----- | ----- | ----- | ----- | ----- |
| 880   | 932   | 807   | 649   | 471   | 396   | 297   | 277   | 217   |